# Tost
Tost es una localidad española del municipio de Ribera de Urgellet, en la comarca del Alto Urgel, provincia de Lérida, comunidad autónoma de Cataluña.

## Toponimia
En un documento de 1718 es mencionado como Toust.

## Geografía
Se encuentra en el valle de Tost y en la solana de la sierra de Tost a 789 m sobre el nivel del mar, al sur de la localidad se encuentra el río de Tost, a una altitud de 675 m.

## Historia
El primer documento aún conservado es del castillo de Tost, data del año 815, del monasterio de San Clemente de Codinet en el que se vende un alodio situado:
in apendicio del castro que decitur Tauste, in villa que vocatur Coteneto
La iglesia parroquial de San Martín fue consagrada en el año 1040 por el obispo Eribau a petición de Miró de Tost.
El municipio de Tost desapareció en 1968, al fusionarse con los de Arfa, Pla de Sant Tirs y Parroquia de Ortó para formar el nuevo término municipal de Ribera de Urgellet. El antiguo término integraba además las localidades actuales de Montan, Torà de Tost, Sauvanyà, Bastida, Fontelles, els Hostalets de Tost y Castellar.

## Demografía
| Gráfica de evolución demográfica de Tost entre 1842 y 1960 |
| |
| Población de derecho según los censos de población del INE Población de hecho según los censos de población del INEEn este censo se denominaba Tort: 1842 Entre el censo de 1970 y el anterior, este municipio desaparece porque se integra en el municipio 25185 (Ribera de Urgellet) |

## Patrimonio
El Castillo de Tost es documentado ya en el año 815. Sus restos se encuentran en la casa que fue la rectoría del pueblo. Se conserva parte de las escaleras que accedían a la parte superior de la roca sur. Es difícil identificar las partes del castillo pues la rectoría está sobrepuesta a él.

## Fiestas locales
- 11 de noviembre, fiesta mayor.

## Personas notables
- Arnal Mir de Tost, noble y militar que durante su vida pudo coleccionar un gran patrimonio.[7]
- Miró de Tost, noble padre de Arnal de Tost que fue propietario del castillo de Tost.[1]